# Digital Compact Cassette

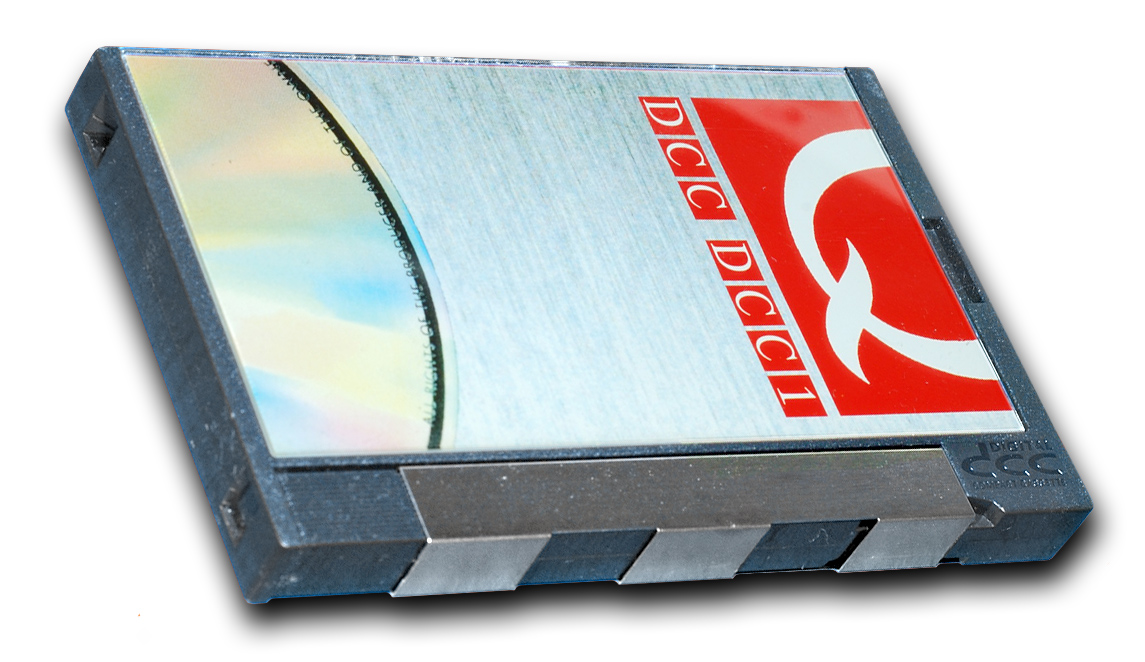
Digital Compact Cassette

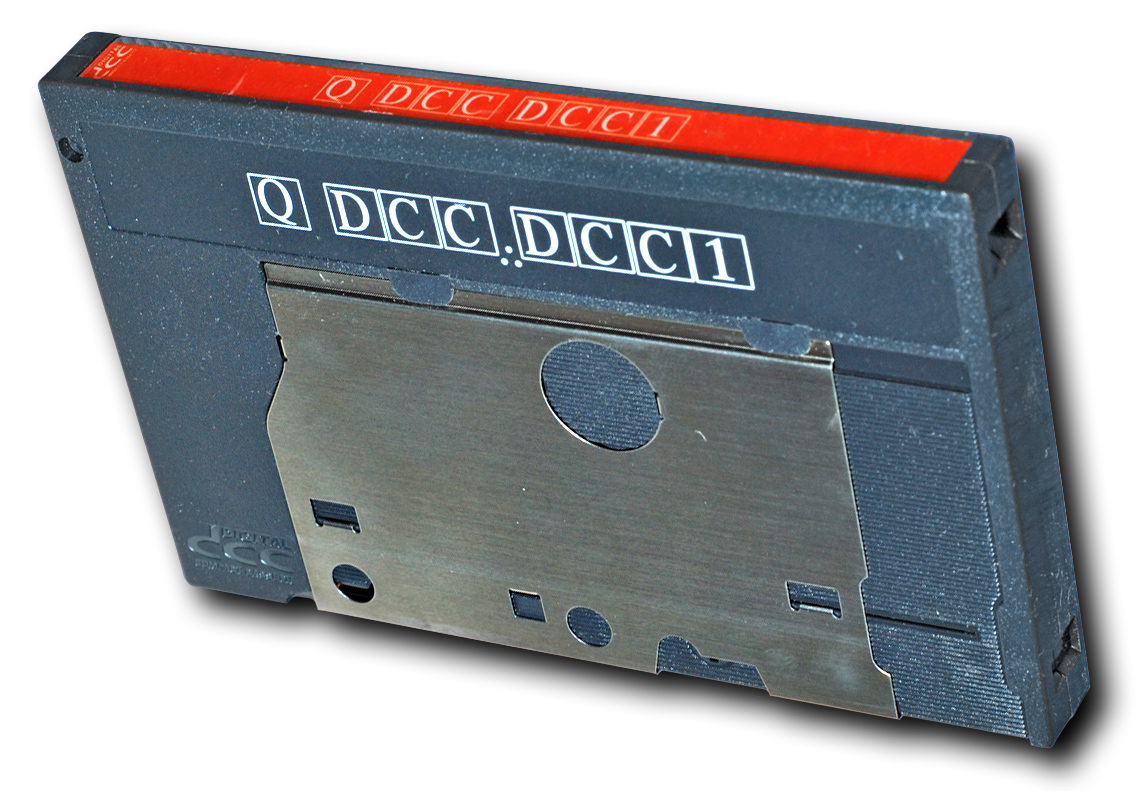
Digital Compact Cassette

DCC (ang. Digital Compact Cassette) – format zapisu magnetycznego cyfrowego dźwięku wprowadzony przez firmy Philips i Matsushita (Panasonic Corporation) pod koniec 1992 roku, następca popularnych ówcześnie kaset analogowych, konkurent Minidisców.
Magnetofony obsługujące ten format pozwalały na rejestrowanie na taśmie DCC, dźwięku cyfrowego o jakości hi-fi, a także umożliwiały odtwarzanie popularnych wtedy kaset compact cassette. Wykorzystywały one cyfrowy zapis wzdłużny, a używana głowica kilkuścieżkowa była nieruchoma.
W DCC używany jest standard MPEG-1 I (zob. MP1) w postaci kodeka kompresji stratnej dźwięku PASC (Precision Adaptive Subband Coding).